# Elite Banana
Elite Banana è una raffigurazione caricaturale di una banana, dotata di caratteristiche espressioni antropomorfe, ideata dall'azienda produttrice di giochi giapponese Banpresto. Nella cultura popolare giapponese, l'Elite Banana è considerata un accessorio fashion e viene raffigurata su gadget, magliette, accessori e giocattoli. Elite Banana non è mai comparso in televisione come personaggio animato, ne all'interno di serie a fumetti. Il suo scopo principale è quello di riflettere le emozioni umane, attraverso una grande varietà di espressioni facciali. Ad esempio, una Elite Banana potrebbe indossare una cravatta, essere in possesso di un cellulare ed avere un'espressione stressata,  a rappresentare un direttore di un'azienda in un momento critico, oppure potrebbe essere vestita con abiti semplici e sorridere, come una giovane ragazzina intraprendente.
Le Elite Banana sono anche rappresentate come peluche,  su catenine, massaggiatori elettronici, immagini o quaderni.